# Steffen Kverneland
Steffen Kverneland, né le 14 janvier 1963  à Haugesund, est un auteur de bande dessinée et caricaturiste norvégien. 

## Œuvres
Il a réalisé avec Lars Fiske une biographie à succès d'Olaf Gulbransson, pionnier de la bande dessinée norvégienne (Olaf G., 2004) et une série de bandes dessinées sur l'art du XIXe siècle (Kanon, 2006-2012, 5 vol.).

## Publications en français
- Munch, Nouveau Monde, 2014

## Prix
- 1993 : Prix Sproing de la meilleure bande dessinée norvégienne pour De knyttede never
- 2004 : Prix Sproing de la meilleure bande dessinée norvégienne pour Olaf G. (avec Lars Fiske)
- 2008 :  Prix Urhunden du meilleur album étranger pour Olaf G. (avec Lars Fiske)
- 2010 : Prix Sproing Open pour Kanon 3 (avec Lars Fiske)
- 2013 : Prix Pondus pour Munch
- 2017 :  Prix Adamson du meilleur auteur international pour Munch